# Bagó Bertalan
Bagó Bertalan (Lengyeltóti, 1962. november 3. –) Jászai Mari-díjas magyar színész, rendező.

## Életpályája
Szülei: Bagó Bertalan és Kósa Mária. 1982-1986 között a Színház- és Filmművészeti Főiskola hallgatója volt. 1986-1989 között a Nemzeti Színház tagja volt. 1989-1990 között a Szegedi Nemzeti Színházban dolgozott. 1990-1997 között a Független Színpadon volt látható. 1997 óta a zalaegerszegi Hevesi Sándor Színház rendezője, 2000 óta főrendezője, 2006 óta művészeti vezetője volt. 2012-től a székesfehérvári Vörösmarty Színház művészeti vezetője.
Felesége Für Anikó színésznő volt.

## Színházi munkái

### Színészként
- William Shakespeare: János király... Katona
- Molière: Tartuffe... Valér; Tartuffe
- Victor Hugo: A királyasszony lovagja... Egy őr
- Szörényi-Bródy: István, a király... Vecellin
- Pater-Kazimierz: Legenda a dicsőséges feltámadásról...
- Kopit: Jaj, apu, szegény apu, a szekrénybe beakasztott tégedet az anyu, s az én szívem olyan szomorú... Jonathan Rosaliguette
- Osztrovszkij: Jövedelemző állás... I. hivatalnok
- William Shakespeare: II. Richard... Aumerle hercege
- William Shakespeare: IV. Henrik... Lancaster hercege; Francis pincér
- William Shakespeare: V. Henrik... Gloster herceg; Orleans herceg
- Katona József: Bánk bán... Sólom mester
- Háy Gyula: Mohács... II. Lajos
- Böhm-Galgóczi: Vidravas... Fiatalember
- Száraz György: A megközelíthetetlen... Lebas
- William Shakespeare: Lear király... Edgar
- Békés Pál: A félőlény... Rakonc
- William Shakespeare: Rómeó és Júlia... Rómeó
- Madách Imre: Az ember tragédiája... A Föld szelleme
- Katona-Ruszt: Passió magyar versekben...
- Michel de Ghelderode: Escurial... Folial
- Vörösmarty Mihály: Csongor és Tünde... Csongor
- An-Ski: Dybuk... Énoch és Michael
- Szophoklész: Oidipusz...
- Csokonai Vitéz Mihály: Özvegy Karnyóné/Karnyóné szerelme... Lipitlotty
- William Shakespeare: Troilus és Cressida... Achilles
- Sebő Ferenc: Pikkó hertzeg és Jutka Perzsi... Pikkó
- Willard: A macska és a kanári... Harry Blythe
- Bereményi Géza: A jéghegyek lovagja... Mörd
- Móricz Zsigmond: Úri muri... Szakhmáry Zoltán

### Rendezőként
- Márton László: Avvakum (1993)
- Williams: Az ötödik KÁ (1994)
- Mrożek: Vatzlav (1995)
- Dürrenmatt: V. Frank (1995)
- MacDermot: Hair (1997, 2010)
- William Shakespeare: III. Richárd (1997, 2007)
- Rostand: Cyrano de Bergerac (1998)
- Schiller: Haramiák (1998)
- Brecht: Kurázsi mama és gyermekei (1999)
- Anouilh: Eurüdike (1999)
- Bock: Hegedűs a háztetőn (2000)
- Miller: A salemi boszorkányok (2001)
- Bereményi Géza: Shakespeare királynője (2001)
- Molière: Fösvény (2002)
- Genet: Cselédek (2002)
- Keeffe: A városban (2002)
- Bernstein: West Side Story (2002)
- Gogol: A revizor (2002, 2009)
- Móricz Zsigmond: Úri muri (2003)
- Tasnádi István: Kokainfutár (2003)
- Molière: Don Juan (2004)
- McNally: Alul semmi (2004)
- Danckwart: Mindennapi kenyerünk (2004)
- Huszka Jenő: Mária főhadnagy (2004, 2006)
- Szemenyei-Szőcs-Tasnási: Démonológia - (Frankenstein és a Vámpír) (2004, 2007)
- Horváth Károly: Laura (2005)
- Tasnádi István: Magyar zombi (2006)
- Kander-Ebb: Chicago (2006)
- Brecht: Koldusopera (2006)
- Háy János: A Gézagyerek (2006)
- Bereményi Géza: Az arany ára (2007)
- Tasnádi István: Tranzit (2008)
- William Shakespeare: Hamlet (2008)
- Szerb Antal: Holdvilág és utasa (2009)
- Shaffer: Amadeus (2009)
- Moss: Mr. Pöpec (2010)
- Katona-Ruszt: Passió (2010)
- William Shakespeare: Rómeó és Júlia (2010)
- Garaczi László: Ovibrader (2010)
- Henley: A szív bűnei (2010)
- Székely János: Caligula helytartója (2011)
- Forgách András: LÉNI vagy nem Léni (2011)
- Katona József: Bánk bán (2011)
- Feydeau: A hülyéje (2014)
- Herczeg Ferenc: Kék róka (2015)
- Molnár Ferenc: Az üvegcipő (2015)
- Bereményi Géza: Apacsok (2023)

## Filmjei
| - Linda (1986) - Nyolc évszak (1987) - Valahol Magyarországon (1987) - Szomszédok (1987-1988) - Gyilkosság két tételben (1988) - Kaland az élet (1989) - Birtokos eset (1989) - Egy diáktüzér naplója (1992) - Nyomkereső (1993) - Kis Romulusz (1994) - Kisváros (1995-2001) - Éretlenek (1995) - A Szórád-ház (1997) - Szabadság tér '56 (1997) - Családi album (1999) - A Hídember (2002) (rendező is) - Telitalálat (2003) - Régimódi történet (2006) | - Glamour (2000) - Hóesés a Vízivárosban (2004) - Vadászat angolokra (2006) |

## Szinkronszerepei
- 80 nap alatt a Föld körül: Abdul Ahmed szolgája - Cesar Romero
- Tony Cimo: Tony Cimo - Brad Davis